# Aleksiej Chowanski (szermierz)
Aleksiej Igorjewicz Chowanski (ros. Алексей Игоревич Хованский; ur. 9 czerwca 1987 w Odincowie) – rosyjski florecista, brązowy medalista mistrzostw świata.
W 2004 zdobył złoto indywidualnie wśród kadetów i brąz drużynowo na mistrzostwach świata juniorów w Płowdiwie w 2004 roku. Zdobył też brązowy medal drużynowo na mistrzostwach świata juniorów w Belek w 2007 roku.
Podczas mistrzostw świata w Turynie w 2006 roku Rosjanie w składzie: Aleksandr Stukalin, Artiom Siedow, Rienał Ganiejew i Aleksiej Chowanski zdobyli drużynowo brązowy medal. W rywalizacji drużynowej był też między innymi czwarty na mistrzostwach świata w Pekinie (2008) i mistrzostwach świata w Paryżu (2010).
Wystartował na igrzyskach olimpijskich w Londynie w 2012 roku, gdzie był piąty drużynowo. Był to jego jedyny start olimpijski.
Ponadto zdobył drużynowo srebrne medale na mistrzostwach Europy w Gandawie (2007), mistrzostwach Europy w Kijowie (2008), mistrzostwach Europy w Płowdiwie (2009) i mistrzostwach Europy w Lipsku (2010).
W 2015 wywalczył brązowy medal w zawodach drużynowych podczas igrzysk europejskich w Baku (2015).